# マッシモ・フレッチャ
マッシモ・フィリッポ・アントンジュリオ・マリア・フレッチャ（Massimo Filippo Antongiulio Maria Freccia, 1906年9月19日 - 2004年11月16日）は、イタリア出身の指揮者。

## 経歴
ピストイア近郊ヴァルディブーレで、ピストイアの貴族の家系に生まれる。幼少期からアマチュア・ピアニストの母親から音楽の手ほどきを受け、6歳からヴァイオリンを始めた。1923年にフィレンツェのケルビーニ音楽院に進学してルイジ・ダッラピッコラらと親交を結び、音楽院の学生らとアマチュアのオーケストラを結成して指揮を実践的に学んだ。その後、ウィーンに出てフランツ・シャルクの謦咳に接し、パリに行きイーゴリ・ストラヴィンスキーをはじめとする芸術家たちと親交を結んだ。
1933年から1935年までブダペスト交響楽団の指揮者を務めた。1937年にニューヨークへ行き、ニューヨーク・フィルハーモニック交響楽団のレヴィソン・スタジアムで行われる夏季の演奏会を指揮してアメリカ・デビューをはたした。1939年から1943年までハバナ・フィルハーモニー管弦楽団、1944年から1951年までニュー・オルレアン交響楽団、1952年から1959年までボルティモア交響楽団のそれぞれの首席指揮者を歴任したあと、1959年から1963年までローマ・イタリア放送交響楽団の首席指揮者を務めた。その後は世界各地のオーケストラに客演した。日本での演奏活動は1967年5月にNHK交響楽団の招きで来日し、定期演奏会3公演を指揮している。
2004年にローマ近郊ラディスポリにて没。